# Pedro Morales Flores
Pedro Morales Flores (Hualpén, 25 maggio 1985) è un ex calciatore cileno, di ruolo centrocampista.

## Palmarès

### Club

#### Competizioni nazionali
- Campionato croato: 4

Dinamo Zagabria: 2008-2009, 2009-2010, 2010-2011, 2011-2012
- Coppa di Croazia: 3

Dinamo Zagabria: 2008-2009, 2010-2011, 2011-2012
- Supercoppa di Croazia: 1

Dinamo Zagabria: 2010-2011
- Canadian Championship: 1

Vancouver Whitecaps: 2015